# Розалінд Елеазар
Розалінд Елеазар (англ. Rosalind Eleazar; нар. 29 серпня 1988, Лондон, Велика Британія) — англійська акторка театру та кіно.

## Біографія
Її батько був ганцем.
Вона навчалася в Лондонській академії музичного та драматичного мистецтва, яку закінчила в 2015 році.

## Кар'єра

### Кінематограф
Серед її телевізійних ролей: Луїза Гай у «Повільних конях», Крістін у серіалі BBC «Яцвибв», Джекі Баст у «Маєток Говардс Енд», Кейт у серіалі ITV «Глибока вода», а також ролі в «NW», «Національне надбання» і «Розпусниці».
Дебютною повнометражною роллю Елеазар стала роль Агнес у фільмі «Історія Девіда Коперфілда» (2019) Армандо Яннуччі.

### Театр
Елеазар з'явилася в «The Starry Messenger» у театрі Віндхема; в ролі Єлени в «Дяді Вані» в театрі Гарольда Пінтера; у «Будинку Бернарди Альби» в Національному театрі; і «Бляшки та клубки» у театрі «Королівський двір».

## Фільмографія

### Кіно
| Рік  |    | Українська назва          | Оригінальна назва                               | Роль                                    |
| ---- | -- | ------------------------- | ----------------------------------------------- | --------------------------------------- |
| 2015 | кф | Загублене село            | англ. Lost Village                              | Елеонор / англ. Eleanor                 |
| 2016 | тф |                           | англ. NW                                        | Шар / англ. Shar                        |
| 2018 | кф |                           | англ. Pucker                                    |                                         |
| 2019 | ф  | Історія Девіда Коперфілда | англ. The Personal History of David Copperfield | Агнес / англ. Agnes                     |
| 2019 | вг | GreedFall                 | англ. GreedFall                                 | інші персонажі / англ. other Characters |
| 2020 | вг | The Waylanders            | англ. The Waylanders                            | Халдун / англ. Khaldun                  |
| 2021 | ф  | Я не закоханий            | англ. I'm Not in Love                           | Тейлор / англ. Taylor                   |
| 2023 | кф |                           | англ. F**KED                                    | Дені / англ. Dani                       |

### Телебачення
| Рік       |   | Українська назва     | Оригінальна назва       | Роль                                                |
| --------- | - | -------------------- | ----------------------- | --------------------------------------------------- |
| 2016—2016 | с | Голбі Сіті           | англ. Holby City        | Бетті Лайонс / англ. Betty Lyons (1 серія)          |
| 2016—2016 | с | Національне надбання | англ. National Treasure | Джорджина / англ. Georgina (2 серії)                |
| 2017—2017 | с | Яцвибв               | англ. Rellik            | Крістін Левісон / англ. Christine Levison (4 серії) |
| 2017—2017 | с | Маєток Говардс Енд   | англ. Howards End       | Джекі Баст / англ. Jacky Bast (4 серії)             |
| 2018—2018 | с | Смерть у раю         | англ. Death in Paradise | Марі Гейл / англ. Marie Gayle (1 серія)             |
| 2017—2018 | с | «Розпусниці»         | англ. Harlots           | Вайолет Кросс / англ. Violet Cross (16 серій)       |
| 2018—2018 | с | Забобони             | англ. Lore              | Ава / англ. Ava (1 серія)                           |
| 2019—2019 | с | Глибока вода         | англ. Deep Water        | Кейт / англ. Kate (6 серій)                         |
| 2020—2020 | с | Розмножилися         | англ. Breeders          | Рос / англ. Ros (1 серія)                           |
| 2021—2021 | с | Нездара в усьому     | англ. Master of None    | Хезер / англ. Heather (1 серія)                     |
| 2023—2023 | с | Випуск 2009          | англ. Class of '09      | Вів'єн Макмехон / англ. Vivienne McMahon (7 серій)  |
| 2022—2024 | с | Повільні коні        | англ. Slow Horses       | Луїза Гай / англ. Louisa Guy (24 серії)             |
| 2025—2025 | с | Сумую за тобою       | англ. Missing You       | Кет Донован / англ. Kat Donovan (5 серій)           |

### Театр
- Дідона у «15 героїнях» у Театрі на Джермін-Стріт[en] у 2020 році[10].
- Єлена в «Дяді Вані» в театрі Гарольда Пінтера[en] в Лондоні (2020)[11].

## Нагороди і номінації
- 2015 Spotlight Prize Best Actor[12]
- 2018 Screen Nation Rising Star[13]
- 2020 Black British Theatre Awards — Nominee for Best Supporting Actress[14]
- 2021 Clarence Derwent Award for Best Supporting Female[15]